# Маржа (економіка)
- Маржа - різниця між ціною і собівартістю (аналог поняття прибуток ) [1] . Може бути виражена як в абсолютних величинах (наприклад, гривнях ), так і у відсотках, як відношення різниці між ціною і собівартістю до ціни (на відміну від торгової націнки, яка обчислюється як та ж сама різниця по відношенню до собівартості ).

- Маржа (англ. Margin від фр. Marge - різниця; перевага) - термін, що застосовується в торговельній, біржовий, страхової і банківської практиці для позначення різниці між цінами товарів, курсами цінних паперів, процентними ставками та іншими показниками.

- Маржа (в професійному сленгу маржА) [2] - застава, що забезпечує можливість отримати у тимчасове користування кредит грошима або товарами, які використовуються для здійснення спекулятивних біржових угод при маржинальній торгівлі . Від простого кредиту маржинальний відрізняється тим, що отримується сума грошей (або вартість отриманого товару) зазвичай перевищує розмір застави (маржі). Зазвичай маржа (маржинальна вимога) виражається у відсотках (%), як відношення суми застави до суми угоди (наприклад, 25%) або як співвідношення часток (наприклад, 1: 4). В спред-беттінгу маржа може бути 3-5%, що дозволяє збільшити як виграш, так і програш.